# Episodi di Belli dentro (seconda stagione)
La seconda stagione della sitcom italiana Belli dentro è andata in onda su Canale 5 nel 2006.
| nº | Titolo                    | Prima TV Italia  |
| -- | ------------------------- | ---------------- |
| 1  | Licenza d'amare           | 16 dicembre 2006 |
| 2  | Il tatuaggio              | 2006             |
| 3  | La star                   | 2006             |
| 4  | Il direttore              | 2006             |
| 5  | La vocazione              | 2006             |
| 6  | L'insonnia                | 2006             |
| 7  | Associazione a delinquere | 2006             |
| 8  | Il pugilato               | 2006             |
| 9  | Magia nera                | 2006             |
| 10 | Indultino                 | 2006             |
| 11 | Lezioni di inglese        | 2006             |
| 12 | Il parlamentare           | 2006             |
| 13 | Lo sciopero della fame    | 2006             |
| 14 | Telefono senza fili       | 2006             |
| 15 | La partita                | 2006             |

## Licenza d'amare
- Diretto da: Gianluca Fumagalli
- Scritto da: Edoardo Erba e Giovanna Koch (soggetto), Federico Basso, Carmelo La Rocca, Lucio Wilson e Renato Trinca (sceneggiatura)

### Trama
Le ragazze trovano un topo nella loro cella; Gonni e Lilly vorrebbero eliminarlo subito, ma Jolanda si oppone e dunque organizzano un processo per deciderne le sorti; Ciccio e Mariano desiderano che Eugenio se ne vada dalla cella, ma quando quest'ultimo viene trasferito si accorgono che manca a entrambi; sono quindi contenti che Eugenio venga successivamente rimesso nella cella.

## Il tatuaggio
- Diretto da: Gianluca Fumagalli
- Scritto da: Edoardo Erba e Giovanna Koch (soggetto), Federico Basso, Carmelo La Rocca, Lucio Wilson e Renato Trinca (sceneggiatura)

### Trama
Iolanda si riempie di segni sulla pelle a causa di una malattia contagiosa; Mariano si fa convinvere a farsi un tatuaggio.